# Giuseppe Nicola Nasini

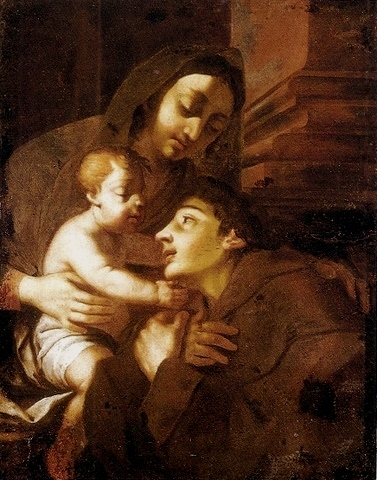
Vierge à l'Enfant et saint Antoine.

Giuseppe Nicola Nasini, franconisé commecomme Joseph-Nicolas Nasine (Castel del Piano, 25 janvier 1657 - Sienne, 3 juillet 1736), est un peintre italien baroque de l'école florentine  décadente.

## Biographie
Fils de Francesco et frère de Tommaso (1663 - 1691) Giuseppe Nicola Nasini est le plus connu de la dynastie des peintres siennois Nasini.
Il est d'abord élève de l'Accademia Granducale delle Arti di Roma, financée par la famille Médicis et dirigée entre 1673 et 1686 par Ciro Ferri, puis il part pour Florence en 1685.
Durant le règne de Cosme III de Médicis, Nasini et Giuseppe Tonelli sont commissionnés pour une fresque de l'Allegoria della morale e delle virtù dei Medici pour le plafond de la galerie des Offices, du côté de l'Arno.
Entre 1686 et 1689, il séjourne à Venise.
En 1720, il retourne  à Rome où il exécute les peintures de la basilique des Saints-Apôtres, au palais du Quirinal et dans une nef de l'archibasilique Saint-Jean de Latran.

## Œuvres
- San Leonardo, à l'église della Madonna del Pianto, Foligno
- Scènes de la vie de la Vierge, chapelle de la  Madone, hôpital Santa Maria della Scala de Sienne avec son fils  Apollonio.
- Christ et la Samaritaine, musée des beaux-arts de Nancy

## Sources
- (it) Cet article est partiellement ou en totalité issu de l’article de Wikipédia en italien intitulé « Giuseppe Nicola Nasini » (voir la liste des auteurs).
- Notices d'autorité :   - VIAF
  - ISNI
  - BnF (données)
  - IdRef
  - LCCN
  - GND
  - Pologne
  - Vatican
  - WorldCat
- Ressources relatives aux beaux-arts :   - AGORHA
  - Artists of the World Online
  - Bénézit
  - British Museum
  - Grove Art Online
  - Kunstindeks Danmark
  - Musée des beaux-arts du Canada
  - Musée Städel
  - National Gallery of Art
  - Nationalmuseum
  - RKDartists
  - Union List of Artist Names